# Allegheny (rzeka)
Allegheny (ang. Allegheny River) – rzeka w amerykańskich stanach Pensylwania oraz Nowy Jork. 
W Pittsburghu łączy się z rzeką Monongahela tworząc rzekę Ohio. W latach 1908–1938 wybudowano kilka tam, które miały na celu umożliwić nawigację po rzece od Pittsburgha po East Brady.